# Centropogon palmanus
Centropogon palmanus là loài thực vật có hoa trong họ Hoa chuông. Loài này được (Donn.Sm.) E.Wimm. mô tả khoa học đầu tiên năm 1935.